# Meenocixius
Meenocixius är ett släkte av insekter. Meenocixius ingår i familjen kilstritar.
Kladogram enligt Catalogue of Life:
| Meenocixius | \| \| Meenocixius bebourensis \| \| \| \| \| \| Meenocixius virescens \| \| \| \| |
|             | \| \| Meenocixius bebourensis \| \| \| \| \| \| Meenocixius virescens \| \| \| \| |
|             | Meenocixius bebourensis                                                           |
|             |                                                                                   |
|             | Meenocixius virescens                                                             |
|             |                                                                                   |